# Charlotte Fitzalan-Howardová, vévodkyně z Norfolku
Charlotte Fitzalan-Howardová, vévodkyně z Norfolku (rozená Lowes-Gowerová; křest 9. července 1788 – 7. července 1870) se narodila jako dcera George Leveson-Gowera, 1. vévody ze Sutherlandu a jeho manželky Elizabeth, suo jure hraběnky ze Sutherlandu.
27. prosince 1814 se provdala Henryho Charlese Howarda, syna a dědice Bernarda Howarda, který byl dědicem svého bezdětného bratrance Charlese Howarda, 11. vévody z Norfolku. Potom co se stal v roce 1815 Bernard 12. vévodou, stala se Charlotte hraběnkou z Arundelu a Surrey a po tchánově smrti v roce 1842 vévodkyní z Norfolku.
Charlotte měla s Henrym pět dětí:
- Adeliza Matylda Fitzalan-Howardová (zem. 1904)
- Henry Fitzalan-Howard, 14. vévoda z Norfolku (1815–1860)
- Edward Fitzalan-Howard, 1. baron Howard z Glossopu (1818–1883)
- Mary Charlotte Howardová (1822–1897)
- Bernard Thomas Fitzalan-Howard (1825–1846)

Henry Charles Howard a jeho otec byli katolíci, přestože jeho matka Lady Elizabeth Belasyseová byla anglikánka. Není jasné, zda byl Howard formálně a nominálně pozvednut na anglikána, nebo jestli byl katolík, když se ženil se členkou prominentní whigovské (a tedy antikatolické) rodiny. V roce 1829, po katolické emancipaci, byl zvolen hrabě ze Surrey členem parlamentu.
Jedním z nejdokonalejších vévodkyniných děl byla 166dílná sbírka písní a klavírních skladeb, které v letech 1811 až 1823 přeložila do pěti jazyků. Sbírka zahrnovala díla od skladatelů jako Rousseau, Gay, Mozart, Arnold, Arne a Händel. Sbírku v současné době vlastní Yaleova univerzita.